# Ilie Uzum
Ilie Uzum (n. 25 septembrie 1938, Reșița, Caraș-Severin, România – d. 4 martie 2022, Pfaffenhofen an der Ilm, Bavaria, Germania) a fost un istoric  și arheolog român, membru al Institutului de Istorie din Cluj.
A întreprins cercetări arheologice la Castrul roman de la Pojejena în anul 1970.